# Distretto di Selçuklu
Il distretto di Selçuklu (in turco Selçuklu ilçesi) è uno dei distretti della provincia di Konya, in Turchia. Parte del distretto è compresa nel comune metropolitano di Konya.